# Řád za pracovní zásluhy
Řád za pracovní zásluhy (španělsky: Orden al mérito en el trabajo) je venezuelské státní vyznamenání založené roku 1954.

## Historie a pravidla udílení
Řád byl založen prezidentem Marcosem Pérezem Jiménezem dekretem č. 173 ze dne 20. listopadu 1954. Cílem jeho vzniku bylo odměnit pracovníky, kteří se vyznamenali svou efektivitou, připraveností a vytrvalostí. Udílen je také za jejich příkladné občanské a rodinné chování. Udílen je úřadujícím prezidentem republiky. Řád byl podstatně reformován prezidentem Hugo Chávezem dekretem č. 6043 ze dne 29. dubna 2008. Reforma zachovala udílení řádu ve třech třídách, ale poprvé v historii venezuelských řádů zavedla rozdělení tříd podle pohlaví. Stejnou reformou byl změněn i vzhled řádových insignií.

## Insignie

### Typ I (1954–2008)
Řádový odznak má tvar kříže s velkým kulatým medailonem uprostřed. Průměr středového medailonu je 34 mm. V medailonu jsou motivy symbolizující bohatství Venezuely i manuální a intelektuální práci. Na zadní straně je uprostřed kříže státní znak Venezuely obklopený nápisem ORDEN AL MERITO EN EL TRABAJO • VENEZUELA.
Provedení odznaku i barva stuhy z hedvábného moaré se liší podle třídy. Stuha v případě I. třídy se skládá ze dvou pruhů v barvě žluté a modré, v případě II. třídy jsou pruhy v barvě žluté a červené a v případě III. třídy jsou pruhy v barvě červené a modré.

### Typ II (od 2008)
Řádový odznak má kulatý tvar o průměru 60 mm. Na přední straně je portrét osobnosti odpovídající řádové třídě. Při vnějším okraji je nápis s názvem příslušné třídy. Na zadní straně je uprostřed státní znak Venezuely obklopený nápisem ORDEN AL MERITO EN EL TRABAJO • REPUBLICA BOLIVARIANA DE VENEZUELA.
Stuhy zůstaly zachovány podle vzoru z roku 1954.

## Třídy
Řád byl od svého založení do roku 2008 udílen ve třech řádných třídách:
- zlatá třída (Clase Oro) – Tato třída náleží zaměstnancům po odsloužených 30 letech s bezvadným pracovním záznamem. Řádový odznak se nosí na stuze kolem krku.
- stříbrná třída (Clase Plata) – Tato třída náleží zaměstnancům po odsloužených 20 letech s bezvadným pracovním záznamem.
- bronzová třída (Clase Bronce) – Tato třída náleží zaměstnancům po odsloužených 15 letech s bezvadným pracovním záznamem.

Reforma řádu z roku 2008 zachovala tři třídy, ty však byly rozděleny na pánskou a dámskou verzi:
- První třída žen Eumalie Hernandez
- Druhá třída žen Carmen Clemente Travieso
- Třetí třída žen Argelie Laya
- První třída mužů Alfreda Maneira
- Druhá třída mužů Antonia Diaze
- Třetí třída mužů Pedra Pascuala Abarcy

| Řádové stuhy | Řádové stuhy | Řádové stuhy |
| ------------ | ------------ | ------------ |
| I. třída     | II. třída    | III. třída   |